# Tore Svensson
Tore Svensson (ur. 4 lutego 1927 w Falkenbergu, zm. 26 kwietnia 2002 w Malmö) – szwedzki piłkarz, bramkarz. Srebrny medalista MŚ 58.
Svensson w reprezentacji Szwecji zagrał 7 razy. Podczas MŚ 58 wystąpił w jednym spotkaniu grupowym, wygranym 3:0 meczu z Meksykiem. Był wówczas piłkarzem Malmö FF, wcześniej grał w Falkenbergs FF i IF Elfsborg. W roku 1950 znajdował się w kadrze na MŚ 50. Z Malmö zdobywał tytuły mistrza kraju (1950, 1951, 1953).